# هارولد لويس
هارولد لويس (بالإنجليزية: Harold Lewis)‏ (و. 1923 – 2011 م) هو فيزيائي، وأستاذ جامعي من الولايات المتحدة الأمريكية . ولد في نيويورك .

## التعليم
تعلم في جامعة نيويورك، وجامعة كاليفورنيا، بركلي